# Station Osterholz-Scharmbeck
Station Osterholz-Scharmbeck (Bahnhof Osterholz-Scharmbeck) is een spoorwegstation in de Duitse plaats Osterholz-Scharmbeck, in de deelstaat Nedersaksen. Het station ligt aan de spoorlijn Wunstorf - Bremerhaven. Op het station stoppen naast de Regional-Expresstreinen ook treinen van de Regio-S-Bahn van Bremen en Nedersaksen. Het station telt twee perronsporen aan één eilandperron. Tevens begint vanaf dit station de museumspoorlijn naar Bremervörde

## Treinverbindingen
De volgende treinseries doen station Osterholz-Scharmbeck aan:
| Serie | Treinsoort                       | Route | Bijzonderheden                                              |
| ----- | -------------------------------- | --- | ----------------------------------------------------------- |
| RE 8  | Regional-Express (DB Regio Nord) | Bremerhaven-Lehe – Bremerhaven Hbf – Osterholz-Scharmbeck – Bremen Hbf – Verden (Aller) – Nienburg (Weser) – Hannover Hbf | Rijdt eenmaal per twee uur                                  |
| RE 9  | Regional-Express (DB Regio Nord) | (Bremerhaven-Lehe – Bremerhaven Hbf – Osterholz-Scharmbeck – ) Bremen Hbf – Diepholz – Osnabrück Hbf                      | Rijdt 1x per twee uur tussen Bremerhaven-Lehe en Bremen Hbf |
| S2    | Regio-S-Bahn (NordWestBahn)      | Bremerhaven-Lehe – Bremerhaven Hbf – Osterholz-Scharmbeck – Bremen Hbf – Twistringen                                      | Versterkingstreinen tijdens de spits                        |